# Maitenbeth
Maitenbeth è un comune tedesco di 1 870 abitanti, situato nel land della Baviera.